# Савольский, Игорь Сергеевич
И́горь Серге́евич Саво́льский (6 февраля 1943 — 31 июля 2020) — российский дипломат. Чрезвычайный и полномочный посол (2002).

## Биография
Окончил МГИМО МИД СССР (1966) и Курсы усовершенствования руководящих дипломатических работников при Дипломатической академии МИД России (1993). Владел венгерским, английским и немецким языками.
На дипломатической работе с 1966 года.
- В 1966—1972 годах — атташе, третий секретарь Посольства СССР в Венгрии.
- В 1972—1974 годах — третий секретарь Пятого европейского отдела МИД СССР.
- В 1974—1986 годах — младший референт, референт Отдела ЦК КПСС.
- В 1986—1992 годах — советник Посольства СССР, затем России в Венгрии.
- В 1993—1994 годах — сотрудник Департамента по связям с субъектами Федерации, парламентом и общественно-политическими организациями МИД России.
- В 1994—1998 годах — заместитель директора, директор Второго департамента стран СНГ МИД России.
- С 30 октября 1998 по 22 сентября 1999 года — заместитель министра России по делам СНГ[2][3].
- С 22 сентября 1999 по 20 октября 2000 года — первый заместитель министра России по делам СНГ[3][4].
- С 27 ноября 2000 по 11 марта 2004 года — чрезвычайный и полномочный посол Российской Федерации в Чехии[5][6].
- С 8 июня 2004 по 30 апреля 2006 года — председатель Государственной комиссии по подготовке проекта рамочного договора с Грузией и руководитель делегации России на переговорах с Грузией по военным вопросам[7][8][9][10][11].
- С 13 сентября 2004 по 23 ноября 2006 года — член Коллегии МИД России, посол по особым поручениям и специальный представитель МИД России по вопросам отношений со странами СНГ по совместительству[12][13].
- С 17 января 2006 по 23 сентября 2009 года — чрезвычайный и полномочный посол Российской Федерации в Венгрии[14][15]. По совместительству с 25 апреля 2006 по 14 декабря 2009 представитель России в Дунайской комиссии.

С сентября 2009 года — на пенсии.

## Семья
Женат, имеет сына и дочь.

## Награды
- Орден «Знак Почёта»;
- Медаль ордена «За заслуги перед Отечеством» II степени (21 июня 1996) — за заслуги перед государством, большой вклад в проведение внешнеполитического курса и обеспечение национальных интересов России, мужество и самоотверженность, проявленные при исполнении служебного долга[16];
- Знак отличия «За безупречную службу» XL лет (25 января 2008) — за многолетнюю добросовестную дипломатическую службу[17];
- Командорский Крест со звездой Ордена Заслуг (14 сентября 2009, Венгрия) — за деятельность в интересах развития венгерско-российских отношений.

## Классный чин
- Действительный государственный советник Российской Федерации 1 класса (14 января 2000)[18].

## Дипломатический ранг
- Чрезвычайный и полномочный посланник 2 класса (18 сентября 1996)[19]
- Чрезвычайный и полномочный посланник 1 класса (17 декабря 1997)[20]
- Чрезвычайный и полномочный посол (20 апреля 2002)[21]